# Buxtehude-Harsefelder Eisenbahn
Die Buxtehude-Harsefelder Eisenbahn (BHE) ist eine ehemalige Eisenbahngesellschaft, die von 1913 bis zum 1. Juli 1993 existierte. Sie eröffnete – nach jahrelanger Verzögerung durch den Ersten Weltkrieg – am 19. Dezember 1928 die vollspurige, 15 km lange Bahnstrecke Buxtehude–Harsefeld von der Stadt Buxtehude an der Hauptbahn Hamburg–Stade–Cuxhaven nach dem Flecken Harsefeld an der Nebenbahn Bremervörde–Buchholz. Eigentümer der Gesellschaft waren bei Gründung  der Staat Preußen und die Provinz Hannover, der Kreis Jork (ab 1932 der Landkreis Stade), die Stadt Buxtehude, die Gemeinde Apensen und der Flecken Harsefeld. Nach dem Zweiten Weltkrieg übernahm das Land Niedersachsen die Anteile von Staat und Provinz.

## Geschichte
Durch die Eröffnung der Bahnstrecke Bremervörde–Buchholz 1902 sah die Stadt Buxtehude die Gefahr, dass der Verkehr an ihr vorbeilief. Nachdem ein Gesuch um Errichtung einer Staatsbahnverbindung 1905 abgelehnt worden war, wurde 1909 der Antrag auf Bau einer Privatbahn gestellt, der genehmigt wurde. So wurde 1913 die Kleinbahn Buxtehude-Harsefeld GmbH gegründet, die Umbenennung erfolgte 1942. Der Bau begann bereits 1914, kam 1917 aber endgültig zum Erliegen. Das bereits beschaffte Oberbaumaterial musste veräußert werden. Durch Inflation war an einen Weiterbau vorerst nicht zu denken. Nachdem die Finanzierung neu geregelt war, wurde im Februar 1928 mit dem Weiterbau begonnen und die Strecke am 21. Dezember 1928 eröffnet. Ursprünglich war ein Weiterbau nach Zeven geplant, die Planungen waren 1931 auch fertig, es kam aber nicht zur Bauausführung.
Die Betriebsführung der Strecke übernahm 1933 das Landeskleinbahnamt in Hannover, das spätere Niedersächsische Landeseisenbahnamt, ab 1959 die Osthannoversche Eisenbahnen AG (OHE). Im Zweiten Weltkrieg blieb die Strecke zwar unbeschädigt, da die Strecke vom Februar 1945 bis Mai 1946 mit Schadfahrzeugen der Reichsbahn zugestellt war, war kein Verkehr möglich. Im Mai 1969 wurde der Personenverkehr eingestellt.
1973 übernahmen Kreis, Stadt Buxtehude und die Gemeinden den Anteil des Landes Niedersachsen, das die Strecke als nicht förderungswürdig ansah. Das Unternehmen stand aber bis zum Schluss finanziell gesund da. Am 1. Juli 1993 fusionierte es mit der Eisenbahnen und Verkehrsbetriebe Elbe-Weser GmbH (EVB), die schon die anschließende Strecke in Harsefeld von der Deutschen Bundesbahn übernommen hatte. In der Folge wurde der durchgehende Personenverkehr aufgenommen. Im Jahr 2011 wurde die Strecke mit moderner Signaltechnik ausgestattet.
Obwohl die Züge der EVB seit der Verlängerung der S-Bahn bis nach Stade nicht mehr die DB-Strecke zwischen Buxtehude und Hamburg-Neugraben befahren, ist die Harsefelder Strecke im Bahnhof Buxtehude direkt an die Niederelbe-Bahn angebunden.

## Personenverkehr
Zu Beginn gab es vier tägliche Zugpaare, im Jahr wurden gut 60.000 Fahrgäste befördert. Die Wirtschaftskrise ließ aber auch diese Zahlen zurückgehen. Erst Mitte der 1930er Jahre stiegen sie wieder auf das alte Niveau an. Ab 1933 kam ein Wismarer Schienenbus zum Einsatz, der die Fahrzeit beschleunigte. Nach dem Zweiten Weltkrieg waren die Bevölkerungszahlen und damit vor allem der Berufsverkehr nach Hamburg stark gestiegen, so dass jährlich mehr als 200.000 Fahrgäste befördert wurden.
1950 verkehrten werktags sieben, sonntags vier Zugpaare. Nachdem schon 1968 eine parallele Buslinie eingeführt worden war, wurde der Personenverkehr im Mai 1969 ganz auf Busse umgestellt.

## Güterverkehr
Ursprünglich war der Güterverkehr ganz auf die Landwirtschaft ausgerichtet, zwischen 10.000 und 15.000 t wurden jährlich befördert. Nach dem Zweiten Weltkrieg siedelten verschiedene Betriebe an der Strecke an die ein erhöhtes Frachtaufkommen mit sich brachten, so dass Ende der 1970er Jahre mehr als 80.000 t befördert wurden. Die Gesellschaft war auch erfolgreich bemüht, neue Kunden zu gewinnen.
Die Verlagerung der Zuckerrübentransporte ab 1992 auf die Straße (1981: 37.000 t) und auch die Abwanderung beziehungsweise Stilllegung einiger Betriebe führte zu Einbußen.

## Fahrzeuge

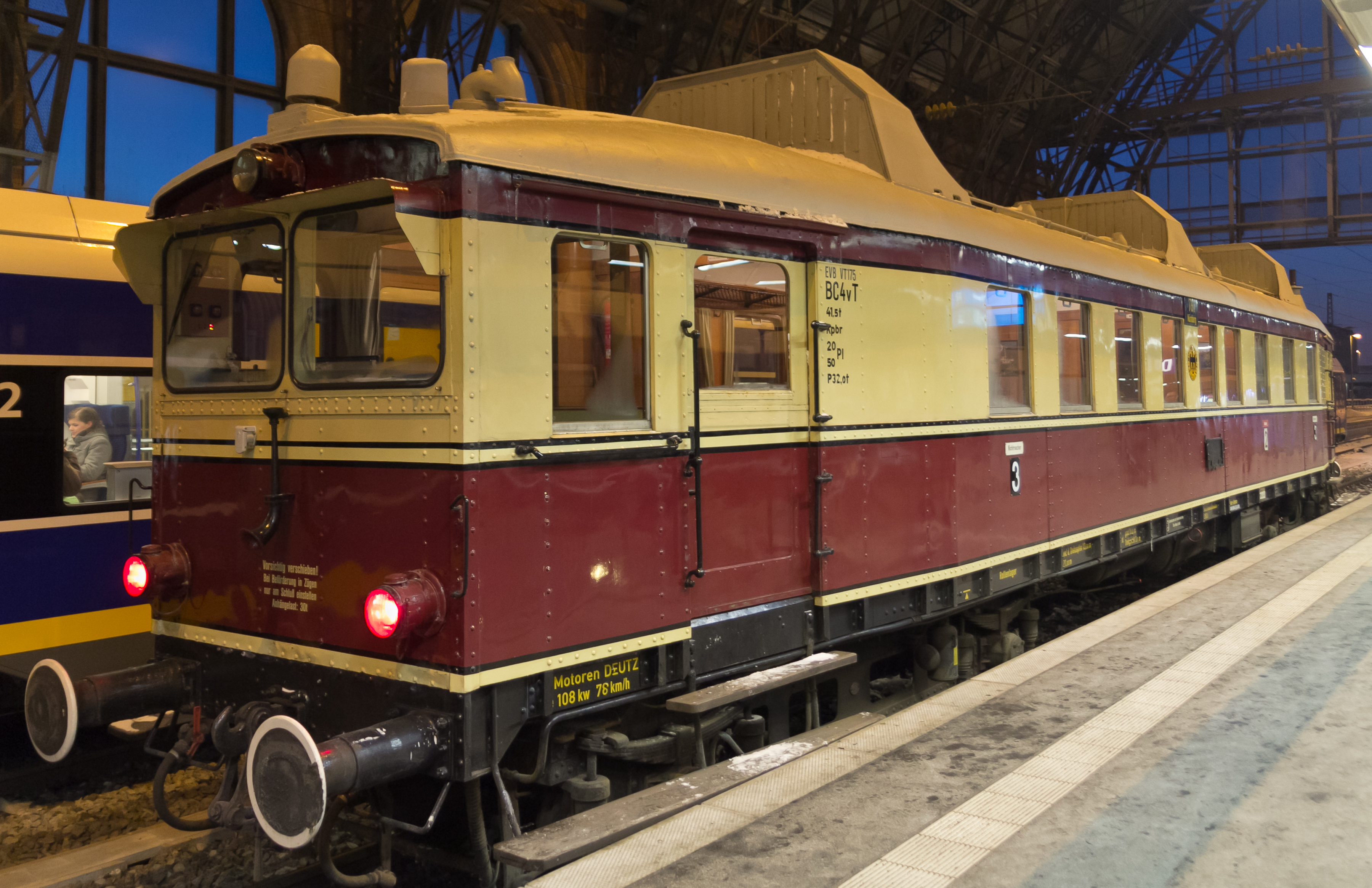
BHE/EVB VT 715 in Bremen

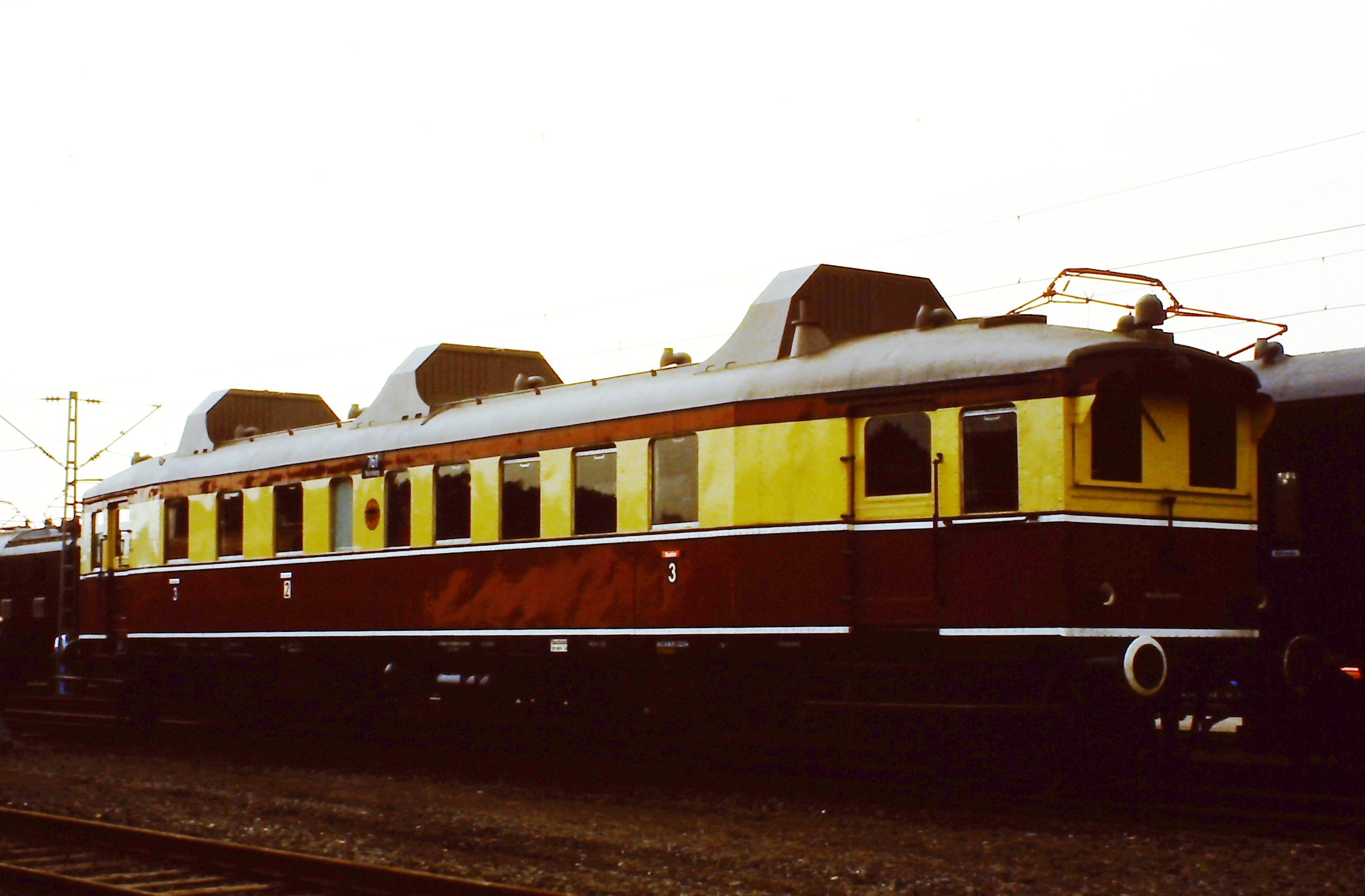
DRG Triebwagen "Nürnberg 761", ausgestellt auf der Fahrzeugschau 150 Jahre deutsche Eisenbahn in Bochum-Dahlhausen

Der Verkehr wurde mit zwei gebrauchten Dampflokomotiven, eine davon die spätere 98 6213, aufgenommen, die nach Kauf einer fabrikneuen Lok 1930 verkauft wurden. 1947 wurde eine zweite Dampflok gebraucht gekauft, die 1955 durch eine weitere abgelöst wurde. 1961 wurde eine V 36 gekauft, die die Dampflokomotiven ersetzte. Später kamen noch drei weitere Diesellokomotiven hinzu.
Die 1983 bei der BHE abgestellte Lok 223 (Deutz/1913) ist nach einer Zeit in einem Museum in Stade nun wieder bei der EVB und in Zeven abgestellt.
Auch im Personenverkehr wurden bis auf den Wismarer Schienenbus nur gebraucht gekaufte Triebwagen eingesetzt, mehrere davon erlitten durch Unfälle Totalschaden und mussten ersetzt werden. Erhalten geblieben ist der VT 175 von 1926. An ihm wird gearbeitet, damit er wieder für Museumsfahrten eingesetzt werden kann.